# Automolis haematica
Automolis haematica là một loài bướm đêm thuộc phân họ Arctiinae, họ Erebidae.